# Luís VIII de França
Luís VIII (Paris, 5 de setembro de 1187 – Montpensier, 8 de novembro de 1226), conhecido como Luís, o Leão, foi o Rei da França de 1223 até sua morte, também reivindicando o trono inglês entre 1216 e 1217. Era filho de Filipe II e Isabel de Hainaut.
Apesar de ter reinado por apenas três anos, foi um ativo líder em seus anos como herdeiro. Durante as guerras de seu pai contra o rei João de Inglaterra, suas proezas militares lhe valeram seu epíteto. Após sua vitória em 1214 na Batalha de Roche-au-Moine, Luís invadiu a Inglaterra e foi proclamado rei em Londres dois anos depois antes de ser repelido. Ele começou a conquistar a Guiena em 1217, deixando apenas uma pequena porção de Bordéus para Henrique III de Inglaterra, filho de João.
Seu curto reinado foi marcado por sua intervenção com as forças reais na Cruzada Albigense no sul da França que decisivamente ajudou a levar o conflito para seu encerramento. Morreu em 1226 e foi sucedido por seu filho Luís IX.

## Início de vida
Filho de Filipe II de França e de Isabel de Hainaut, houve muito júbilo pelo seu nascimento, pois as dinastias de Carlos Magno e Hugo Capeto finalmente se uniam num único herdeiro.
Aos 12 anos de idade, Luís casou-se com Branca de Castela, neta de Leonor da Aquitânia, a primeira esposa do seu avô Luís VII de França. A cerimónia ocorreu a 23 de maio de 1200, depois de longas negociações entre Filipe Augusto e João Sem Terra.
Cognominado Coração de Leão ou o Leão, para o distinguir de Ricardo I da Inglaterra, foi no reinado do seu pai que Luís obteve o seu renome. Em Fevereiro de 1214, João I da Inglaterra desembarcou na França, em La Rochelle, para atacar Filipe Augusto. Em Maio subiu até ao vale do rio Loire e tomou Angers.

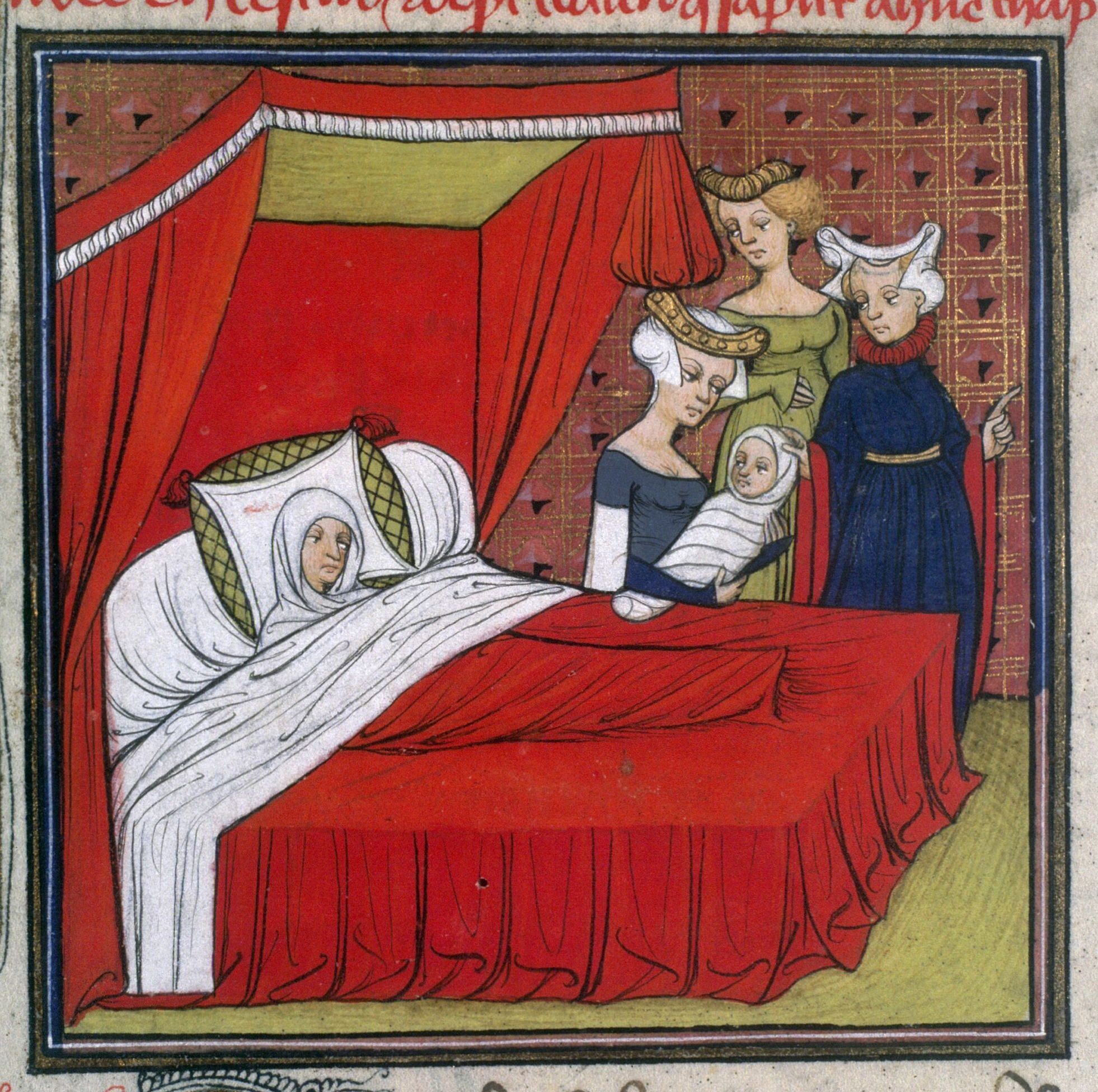
Miniatura medieval do nascimento de Luís VIII de França, Grandes Chroniques de France

Filipe, ocupado com um conflito na Flandres, confiou a defesa a Luís, que se dirigiu imediatamente para a fortaleza de Roche-aux-Moines, perto de Angers. Com a aproximação do exército francês, que incluía uns intimidantes 800 cavaleiros, João e os nobres aquitanos hesitaram e acabariam por fugir a 2 de julho.
Em 1216 os nobres ingleses revoltaram-se contra o impopular rei João I da Inglaterra na Primeira Guerra dos Barões e ofereceram o trono ao príncipe Luís. Apresentando uma interpretação desde o início contestável da genealogia da sua esposa Branca de Castela, o príncipe Luís conduziu uma expedição ao o reino insular a convite dos nobres.
O desembarque ocorreu em Maio de 1216 e Luís, à cabeça do seu numeroso exército (1,2 mil cavaleiros e numerosos rebeldes ingleses), encontrou resistência apenas em Windsor, Lincoln e Dover e entrou em Londres. Foi proclamado rei, mas não coroado, na Catedral de São Paulo em Maio do mesmo ano, numa grande cerimónia de celebração com a presença da capital em peso. Muitos nobres, e até o rei Alexandre II da Escócia, compareceram para lhe prestar homenagem.
Em 14 de junho tomou Winchester e em pouco tempo conquistou metade do reino da Inglaterra. Mas apesar da calorosa recepção reservada ao francês por uma maioria de bispos ingleses, o apoio do papa Inocêncio III a João Sem Terra continuou firme e Luís foi excomungado. João acabou por morrer subitamente de disenteria a 19 de outubro, e os seus antigos aliados rapidamente coroaram o seu filho Henrique III da Inglaterra, com nove anos de idade.
O papa também faleceu, mas o seu sucessor Honório III continuou a defender os súbditos leais aos Plantagenetas. Os bispos retiraram o apoio ao Capeto e, depois e um ano e meio de guerra civil, os rebeldes repensaram a sua posição. O príncipe voltou a França no início de 1217 para procurar apoiantes e, ao retornar à Inglaterra, foi vencido pelo regente William Marshall na batalha de Lincoln.
Luís teve de abandonar a sua pretensão à coroa inglesa, assinando o tratado de Lambeth em 11 de setembro de 1217 com uma contrapartida monetária, e assim a sua excomunhão foi levantada. Pelo texto deste tratado, o príncipe concordou que nunca fôra o legítimo rei da Inglaterra, pelo que não se costuma inclui-lo na lista de monarcas britânicos.

## Reinado
Depois da morte do seu pai em 14 de julho de 1223 Luís VIII foi coroado a 6 de agosto, na catedral de Reims. Continuou o conflito com os angevinos usando o pretexto de que a corte da Inglaterra não tinha cumprido todas as condições do tratado de Lambeth, pelo que aproveitou a minoridade de Henrique III para tomar as últimas possessões inglesas na França.
Retomou grande parte da Aquitânia, com as cidades desta região caindo em sequência em uma rápida campanha em 1224: Poitou, Saintonge, Périgord, Limousin, Angoumois e uma parte de Bordéus. Henrique III da Inglaterra ficaria apenas com o restante da região de Bordéus e da Gasconha, as únicas possessões não atacadas. Depois seguiu-se a conquista de Avinhão e Languedoc.
Nesta época, o sul da França estava em conflito devido aos albigenses. Em 1218, Simão de Monforte morreu e o seu filho Amaury sucedeu-o no condado do Languedoc. No entanto, este preferiu abandonar o Meio-Dia-Pirenéus, aceitando ceder os seus direitos ao rei da França em troca da importante dignidade de condestável.

Mapa das possesões inglesas (a vermelho) na França no início da Guerra dos Cem Anos. A extensão do ducado da Aquitânia, que seria renomeado para Guyenne no reinado de São Luís, é sensivelmente a deixada por o Leão depois das suas conquistas.

Em 1 de novembro de 1223, Luís decretou a proibição de os seus oficiais registrarem dívidas a judeus, assim revertendo as políticas do seu pai. A usura era uma prática ilegal para os cristãos, de acordo com a lei da Igreja era vista como um vício em que as pessoas lucravam do infortúnio de outros, e era punível por excomunhão.
No entanto, uma vez que os judeus não podiam ser excomungados, havia um buraco legal que os governantes seculares por vezes exploravam ao permitir ou solicitar serviços de usura à comunidade judaica, frequentemente para lucros pessoais. A proibição de Luís VIII foi uma tentativa de resolver este problema, que era uma constante fonte de fricção entre os tribunais da Igreja e do Estado.
Vinte e seis barões aceitaram, mas não o poderoso conde Teobaldo IV de Champagne, que tinha um acordo com os judeus que lhe garantia rendimentos através de impostos. Teobaldo tornar-se-ia num dos principais opositores ao domínio capetiano, e a sua hostilidade foi manifesta durante o reinado de Luís. Por exemplo, durante o cerco de Avinhão cumpriu apenas a obrigação mínima ao seu suserano de 40 dias, e abandonou o campo sob acusações de traição.
O conde Raimundo VII de Toulouse esteve sempre sob suspeita da Igreja de abrigar os cátaros nas suas terras. Em 1225, o concílio de Bourges excomungou-o, declarou que destruir a heresia era uma necessidade e que era indispensável uma nova cruzada contra os cátaros.
O Leão, já tendo participado em anteriores campanhas no reinado do seu pai, foi escolhido para liderar a nova expedição e voltou de bom grado ao conflito para poder fazer valer os seus direitos reais. O conde Rogério-Bernardo II de Foix tentou manter a paz, mas o rei rejeitou a sua embaixada, impelindo-o a aliar-se com os condes de Toulouse contra a coroa.
Luís seria na generalidade bem sucedido, mas não conseguiria concluir a subjugação antes da sua morte. Na Páscoa de 1226, milhares de cavaleiros (os cronistas da época informam um número de 50 mil, o que parece exagerado) juntaram-se ao rei em Bourges. Este exército dirigiu-se para o vale do rio Ródano e, à sua aproximação, os senhores e as cidades apressaram-se a fazer-lhe a sua submissão.
No entanto, a cidade de Avinhão, que pertencia a Raimundo VII, recusou abrir as suas portas. Foi então feito o cerco à praça-forte que era considerada a chave do Languedoc. Ao fim de três meses foi tomada e Nîmes, Castres, Carcassonne e Albi renderam-se a Luís VIII. Raimundo VII fechou-se em Toulouse. Os cruzados, atacados por doenças, decidiram adiar o cerco. O Leão morreria antes de Toulouse cair, apenas em 1228.
Ao voltar a Paris, Luís VIII adoeceu com disenteria e morreu a 8 de novembro de 1226 no castelo de Montpensier, na Auvérnia. Foi sepultado na basílica de Saint-Denis, sendo sucedido pelo seu filho Luís IX de França.

## Descendência
Em 23 de maio de 1200, Luís VIII casou-se com Branca de Castela, filha de Afonso VIII de Castela e Leonor Plantageneta. Desta união nasceram:
- Branca (1205–1206)
- Inês (nascida e morta em 1207)
- Filipe (9 de setembro de 1209 - Julho de 1218), casado ou apenas noivo de Inês de Donzy
- Afonso e João (gémeos nascidos e mortos em Lorrez-le-Bocage a 23 de janeiro de 1207)
- Luís IX de França (1214-1270, seu herdeiro no trono da França, canonizado como São Luís em 1297
- Roberto I de Artésia (1216-1250), o Valente, casado com Mafalda de Brabante
- Filipe (1218-1220)
- João (21 de julho de 1219 - 1232), conde de Anjou e Maine
- Afonso III de Poitiers (1220-1271), conde de Poitiers e Auvérnia, e de Toulouse por casamento com Joana de Toulouse
- Filipe Dagoberto (20 de fevereiro de 1222-1232)
- Estêvão (1225-1226)
- Isabel (1225-1269), abadessa fundadora da abadia de Longchamp
- Carlos I da Sicília (1226-1285), conde de Anjou e Maine, duque de Anjou, e rei da Sicília e de Nápoles, rei de Jerusalém e conde da Provença